# Donkey Riding
 (janvier 2025).
Donkey Riding (pouvant se traduire par « monter à dos d'âne ») est une chanson de travail ou de marin traditionnelle chantée à l'origine au Canada, en Écosse et dans le Nord-Est des États-Unis. Elle est également devenue populaire comme chanson pour enfants.
La première trace écrite de la chanson remonte à 1857[source insuffisante]. La mélodie et les paroles sont une adaptation de « Highland Laddie. Il est généralement, mais pas universellement, admis que l'« âne » du titre de la chanson est une référence à l'âne à vapeur (en), une sorte de machine à vapeur à usage général,. Stan Hugill, un historien de la musique marine, a déclaré qu'il avait été informé que la chanson était également chantée dans les ports du Golfe et qu'elle était également populaire en mer.

## Paroles
Les interprètes peuvent ajouter ou retrancher des paragraphes en fonction des circonstances (lieux de prestation, temps alloué, époques, etc.). Ainsi, par exemple, certains ajoutent des paragraphes sur Cape Horn, Cardiff Bay, Miramichi et ainsi de suite.
Voici une certaine forme de base :

### Sélection de trois paragraphes deDonkey Riding
(refrain)

Hey, ho, away we go

Donkey riding, donkey riding.

Hey and a ho and away we go

Riding on a donkey.

Were you ever in Quebec

Stowing timber on the deck?

Where ye’d break yer bleedin’ neck

Riding on a donkey.

(refrain)

Were you ever off the Horn

Where it's always fine and warm?

Seen the lion, the unicorn

Riding on a donkey.

(refrain)

Were you ever in the town,

Where the girls walk up and down?

Waiting for boys to come

Riding on a donkey.

(refrain)

...

## Enregistrements
Voici quelques enregistrements notables de cette chanson :
- Great Big Sea sur les albums Play (en) et Road Rage (en)
- Étant une chanson bien documentée et publiée par Mudcat (en)[9] et Mainly Norfolk[10], la chanson a été enregistrée par Jon Boden (en) et Oli Steadman (en) pour être incluse dans leurs listes respectives de chansons folkloriques quotidiennes A Folk Song A Day (en)[11] et 365 Days Of Folk[12].